# Brie-sous-Archiac
Brie-sous-Archiac è un comune francese di 258 abitanti situato nel dipartimento della Charente Marittima nella regione della Nuova Aquitania.

## Società

### Evoluzione demografica
Abitanti censiti